# Llengua d'Aragó
La Llengua d'Aragó era una de les llengües amb què es dividia l'Orde de Sant Joan de Jerusalem. Fou creada al segle xv sota el magisteri del català Pere Ramon Sacosta i incloïa els priorats de Catalunya, de Navarra i la Castellania d'Amposta. El membre d'aquesta llengua que era batlle conventual era el Draper i s'encarregava de tenir cura de les robes dels membres del Convent, així com de l'Hospital que hi havia a  Rodes i més tard a Malta.
Aquesta llengua es va mantenir fins a la conquesta de Malta per part de Napoleó. Després, els cavallers de l'Hospital van haver de fer un dur periple per acabar a Roma i completament reformulats. La llengua d'Aragó es va integrar, de nou, en la llengua d'Espanya i encara ara continua així.

## Grans Mestres de la Llengua d'Aragó
- Juan Fernández de Heredia (1377-1396)
- Pere Ramon Sacosta (1461-1466)
- Ramon Perellós i Rocafull (1697-1720)